# Schizotricha trinematotheca
Schizotricha trinematotheca is een hydroïdpoliep uit de familie Halopterididae. De poliep komt uit het geslacht Schizotricha. Schizotricha trinematotheca werd in 2005 voor het eerst wetenschappelijk beschreven door Peña Cantero & Vervoort. 